# Платинатритербий
Пла̀тинатрите́рбий — бинарное неорганическое соединение, интерметаллид
платины и тербия
с формулой PtTb3,
кристаллы.

## Получение
- Сплавление стехиометрических количеств чистых веществ:

{\displaystyle {\mathsf {Pt+3Tb\ {\xrightarrow {1150^{o}C}}\ PtTb_{3}}}}

## Физические свойства
Платинатритербий образует кристаллы ромбической сингонии, пространственная группа P nma, параметры ячейки a = 0,7077 нм, b = 0,9541 нм, c = 0,6444 нм, Z = 4,
структура типа карбида железа Fe3C.
Соединение образуется по перитектической реакции при температуре ≈1150 °C.